# Shizuru Hayashiya
Shizuru Hayashiya (林家 志弦, Hayashiya Shizuru; ...) è una fumettista giapponese.
È principalmente nota per aver curato l'adattamento cartaceo della popolare serie anime Please Teacher!.

## Stile

### Cast
Nelle opere di cui è anche l'autrice della storia oltre che dei disegni (quindi ad esclusione di Please Teacher!) è dedita alla creazione di manga con una preponderante presenza di personaggi femminili. Di contro i personaggi maschili all'interno delle sue opere sono un'esigua minoranza, se non addirittura un'eccezione.

### Disegno
Il suo stile grafico richiama per certi versi lo stile shōjo, in particolare nell'uso di un tratto pulito e preciso, nell'impostazione delle tavole (sfondi raramente presenti e rarefatti) e per le scelte operate nel disegno di alcuni caratteri dei personaggi (gli occhi e le uniformi), ma per il resto data la natura delle sue opere (in genere di carattere yuri o shōnen) tende a conferire ai suoi personaggi (nella maggior parte dei casi di sesso femminile) forti tratti somatici maschili a seconda della loro personalità.

## Opere

### Ufficiali

#### In corso
- Hayate X Blade (はやて×ブレード?), seinen-yuri, serializzato dal 2004 al 2008 in Dengeki Daioh, ASCII Media Works[1][2]; ristampato nel 2008 (primi 8 volumi) da Shueisha[3][4]; dal 2008 in poi serializzato in Ultra Jump, Shūeisha[5][6]

#### Complete
- (演撃少女 命?, Engeki Shoujo Inochi), shōnen, 2000, serializzato in Dengeki Daioh, ASCII Media Works)[7]
- Sister Red (シスターレッド?), shōnen, 2001-2003, serializzato in Dengeki Daioh, ASCII Media Works[8][9]
- Please Teacher! (おねがい☆ティーチャー?, Onegai Teacher), shōnen, 2002-2003,  serializzato in Dengeki Daioh, ASCII Media Works[10][11], distribuito in Italia da J-Pop[12]
- ULTRA SWORD, shoujo-ai, yuri, hentai, 2004[13]
- Biijene! Beat Punk Generation (ビージェネ！ Beat Punk Generation?), shōnen, 2006, serializzato in Sylph, ASCII Media Works[14]
- Strawberry Shake Sweet (ストロベリーシェイクSWEET?), yuri, 2006-2009 Ichijinsha[15][16]

### Dōjinshi
Shizuru Hayashiya è membro del circle JESUS DRUG, con il quale ha pubblicato prevalentemente parodie yuri:
- No Good (Sailor Moon)[18]
- Kaitai Shinsho (Sailor Moon)[18]
- Sadistic Nanchitte (Sailor Moon)[18]
- ヨロズの女 (One Piece)[19]
- Don't let me down (Maria-sama ga miteru)[20]
- KILLER QUEEN (Maria-sama ga miteru)[21]